# ジョー・クリーディ
ジョー・クリーディ（Joseph Taylor Crede, 1978年4月26日 - ）は、アメリカ合衆国ミズーリ州ジェファーソンシティ出身の元プロ野球選手（三塁手）。右投右打。

## 経歴

### プロ入りとホワイトソックス時代

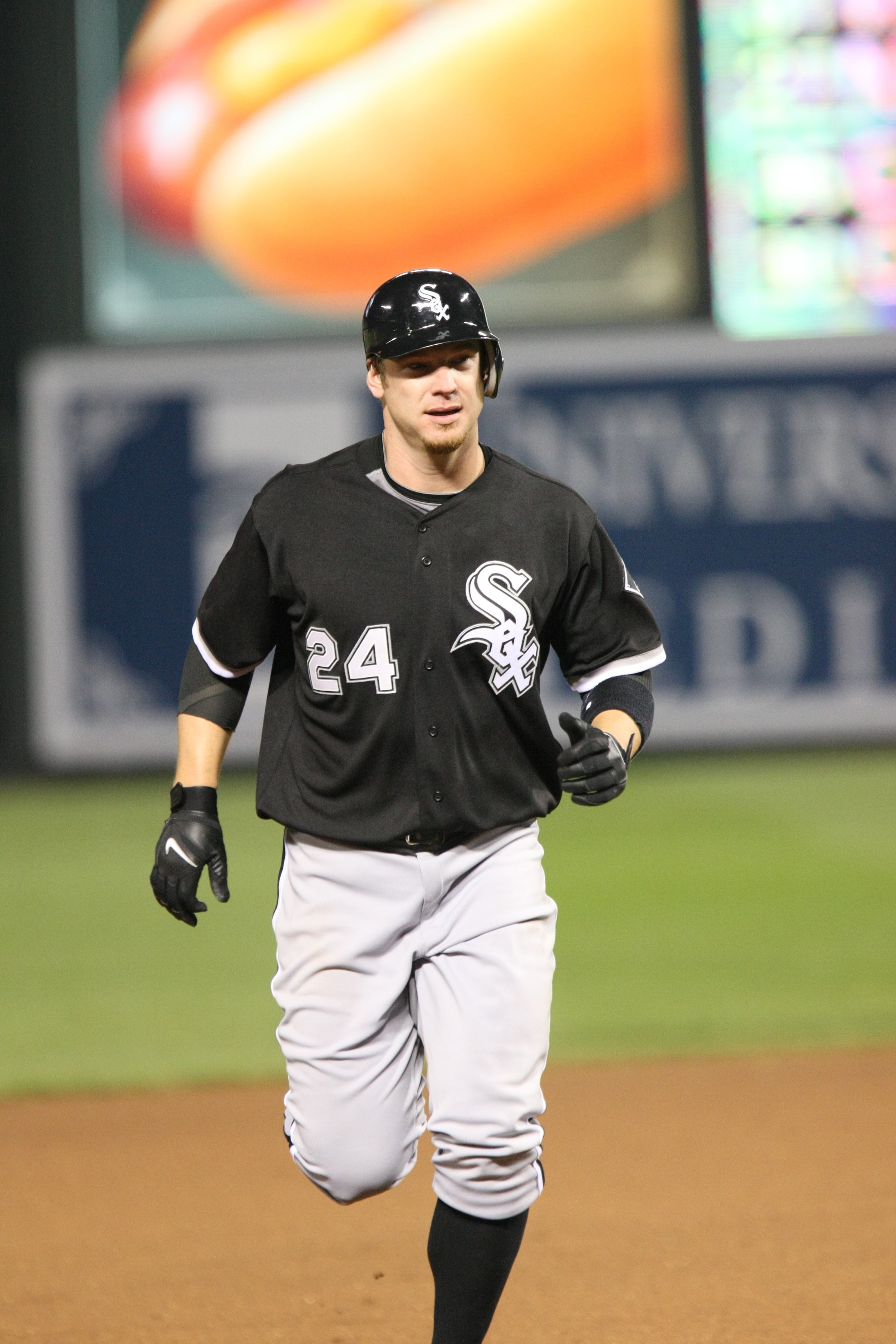
シカゴ・ホワイトソックスでの現役時代
(2008年4月17日)

1996年6月4日のMLBドラフト5巡目でシカゴ・ホワイトソックスから指名され、6月5日に契約した。契約後、マイナーリーグのルーキー級、GCL・ホワイトソックスに配属され、56試合に出場。打率.299・4本塁打・32打点・1盗塁・OPS0.765という成績を残した。また、守備面では53試合でサードを守り、25失策・守備率.857という成績だった。
1997年は、A級のヒッコリー・クロウダッズに昇格して113試合に出場し、打率.271・5本塁打・62打点・3盗塁・OPS0.689という成績を残した。守備では112試合でサードを守り、33失策・守備率.905という成績を残し、守備率が前年より改善された。
1998年は、A+級のウィンストン・セーラム・ワートッグスでプレー。137試合に出場し、打撃面では打率.315・20本塁打・88打点・9盗塁・OPS0.902という成績を残した。同年のカロライナリーグでは、打率がリーグ2位・本塁打が同3位タイ・打点が同1位だった (139打数以上) 。守備面では、132試合のサード守備で30失策・守備率.929という成績で、2年連続で守備率が向上した。
1999年は、AA級のバーミングハム・バロンズで74試合に出場し、打率.251・4本塁打・42打点・2盗塁・OPS0.650という成績を残した。守備面では、サード72試合で20失策・守備率.910という成績だった。
2000年もバーミングハムに所属し、138試合の出場で打率.306・21本塁打・94打点・3盗塁・OPS0.874という成績を残した。また、守備面では135試合でサードを守り、19失策・守備率.942だった。同年までの時点で、失策は自己最小であり、守備率は自己最高だった。そして、同年9月12日のデトロイト・タイガース戦でメジャーデビューを果たした。最終的には7試合の出場し、打率.357・3打点・OPS0.762という成績を残した。また、6試合でサードの守りにも就いた。
2001年は、メジャーで17試合に出場して、打率.220・7打点・1盗塁・OPS0.553という打撃成績を残した。守備面では、サード15試合で無失策だった。なお、この年マイナーではAAA級のシャーロット・ナイツで124試合に出場し、打率.276・17本塁打・65打点・2盗塁・OPS0.813という打撃成績と、20失策・守備率.946 (123試合のサード守備) という守備成績を残した。
2002年は8月11日のシアトル・マリナーズ戦でメジャー初本塁打を放った。そして、9月第1週にはプレイヤー・オブ・ザ・ウィークを受賞した。同年は53試合の出場で、打率.285・12本塁打・35打点・OPS0.826という成績を残した。また、守備面では53試合でサードを守り、8失策・守備率.938だった。なお、マイナーではシャーロットで95試合に出場し、打率.312・24本塁打・65打点・OPS0.930という成績だった。
2003年には、サードのレギュラーに固定され、151試合に出場した。打撃面では、フリースインガーであるという特徴を知られ、それに対応して攻められたが、打率.261・19本塁打・75打点・1盗塁・OPS0.741という成績を残した。また、守備面では151試合でサードを守り、14失策・守備率.964・DRS+12という成績を記録したが、時折平凡なゴロをエラーする傾向も見られた。
2004年は、144試合に出場して打率.239・21本塁打・69打点・1盗塁・OPS0.717という成績を残した。ただ、ホームランを狙って引っ張る傾向が見られ、それが打率が上がらない原因となった。また、守備面ではサード144試合で12失策・守備率.965・DRS-8という内容で、DRSがプラスからマイナスに悪化した。
2005年は、132試合の出場で打率.252・22本塁打・62打点・1盗塁・OPS0.756という成績を記録。また、前年に見られた何でも引っ張る傾向が改善し、逆方向へも打球を飛ばせるようになった。また、守備面では130試合のサード守備で10失策・守備率.971・DRS+2を記録し、DRSがプラスに転じた。ポストシーズンでは、ロサンゼルス・エンゼルス・オブ・アナハイムとのALCSで、5試合で打率.368・2本塁打・7打点・OPS1.139と大活躍。続くヒューストン・アストロズとのワールドシリーズでも、4試合で打率.294・2本塁打・3打点・OPS1.074を記録して、チームの世界一に貢献した。
2006年は、150試合に出場し、打率.283・30本塁打・94打点・OPS0.828という打撃成績を記録して、三塁手としてシルバースラッガー賞に選出された。ちなみに、この年の本塁打と打点は、クリーディのキャリアではメジャー自己最多の数字である。守備面では、149試合の三塁守備で10失策・守備率.978・DRS+23という成績を残した。オフには、ホワイトソックスがニューヨーク・ヤンキースからアレックス・ロドリゲスの獲得を検討し、その交換要員としてマーク・バーリーと共にクリーディが含まれたが、ヤンキースが他の選手を要求した為、実現しなかった。
2007年は6月に故障者リスト入りして椎間板ヘルニアの手術を受け、長期離脱した。その為、47試合の出場で打率.216・4本塁打・22打点・OPS0.576という打撃成績に終わった。守備面では、46試合の三塁守備で4失策・守備率.971・DRS+9だった。
2008年はオールスターゲームに選出された。同年は97試合に出場し、打率.248・17本塁打・55打点・OPS0.773という成績を残した。また、守備面では97試合の三塁守備で20失策・守備率.930・DRS+12という成績を残した。10月30日にFAとなった。

### ツインズ時代
2009年2月21日にミネソタ・ツインズと250万ドル+出来高700万ドルで1年契約を結んだ。同年は、背中の痛みにより8月22日からDL入りし、最終的にはキャリアで3度目の手術を受けることになった。ツインズでは最終的には90試合に出場し、打率.225・15本塁打・48打点・OPS0.703という成績を残した。守備面では84試合でサードの守備に就き、4失策・守備率.983・DRS+14という成績を残した。11月5日にFAとなり、結果的に言えば、この年がクリーディにとってのメジャーでのラストイヤーとなった。
2010年は、メジャー及びマイナーでの試合出場はなく、背中の治療を継続した。
2011年1月20日にコロラド・ロッキーズと契約を結んだ。しかし、2月17日にFAとなり、現役引退した。

## プレースタイル
打撃面では早打ちの傾向が強い選手。その為、四球・三振共にそれほど多くない。足の速さは平均以下。守備面では、以前はムラのある雑な守備だったが、徐々にレベルが上げていき、守備範囲の広さはメジャー全体でも上位だった。
守備が優れている上、下位打線のバッターとしては勿体無いくらいの打力を備えた選手であり、事実シルバースラッガー賞にも選ばれている。しかし故障が多く、持病として腰痛を持っている。晩年は背中を痛めたことが一気に引退を早める要因の一つとなってしまった。

## 詳細情報

### 年度別打撃成績
| 年 度     | 球 団     | 試 合 | 打 席 | 打 数 | 得 点 | 安 打 | 二 塁 打 | 三 塁 打 | 本 塁 打 | 塁 打 | 打 点 | 盗 塁 | 盗 塁 死 | 犠 打 | 犠 飛 | 四 球 | 敬 遠 | 死 球 | 三 振 | 併 殺 打 | 打 率 | 出 塁 率 | 長 打 率 | O P S |
| --------- | --------- | ----- | ----- | ----- | ----- | ----- | -------- | -------- | -------- | ----- | ----- | ----- | -------- | ----- | ----- | ----- | ----- | ----- | ----- | -------- | ----- | -------- | -------- | ----- |
| 2000      | CWS       | 7     | 15    | 14    | 2     | 5     | 1        | 0        | 0        | 6     | 3     | 0     | 0        | 0     | 1     | 0     | 0     | 0     | 3     | 0        | .357  | .333     | .429     | .762  |
| 2001      | CWS       | 17    | 55    | 50    | 1     | 11    | 1        | 1        | 0        | 14    | 7     | 1     | 0        | 0     | 1     | 3     | 0     | 1     | 11    | 1        | .220  | .273     | .280     | .553  |
| 2002      | CWS       | 53    | 209   | 200   | 28    | 57    | 10       | 0        | 12       | 103   | 35    | 0     | 2        | 0     | 1     | 8     | 0     | 0     | 40    | 1        | .285  | .311     | .515     | .826  |
| 2003      | CWS       | 151   | 580   | 536   | 68    | 140   | 31       | 2        | 19       | 232   | 75    | 1     | 1        | 2     | 4     | 32    | 1     | 6     | 75    | 11       | .261  | .308     | .433     | .741  |
| 2004      | CWS       | 144   | 543   | 490   | 67    | 117   | 25       | 0        | 21       | 205   | 69    | 1     | 2        | 4     | 5     | 34    | 0     | 10    | 81    | 14       | .239  | .299     | .418     | .717  |
| 2005      | CWS       | 132   | 471   | 432   | 54    | 109   | 21       | 0        | 22       | 196   | 62    | 1     | 1        | 2     | 4     | 25    | 3     | 8     | 66    | 7        | .252  | .303     | .454     | .757  |
| 2006      | CWS       | 150   | 586   | 544   | 76    | 154   | 31       | 0        | 30       | 275   | 94    | 0     | 2        | 0     | 7     | 28    | 1     | 7     | 58    | 18       | .283  | .323     | .506     | .829  |
| 2007      | CWS       | 47    | 178   | 167   | 13    | 36    | 5        | 0        | 4        | 53    | 22    | 0     | 1        | 0     | 1     | 10    | 0     | 0     | 24    | 1        | .216  | .258     | .317     | .575  |
| 2008      | CWS       | 97    | 373   | 335   | 41    | 83    | 18       | 1        | 17       | 154   | 55    | 0     | 3        | 0     | 4     | 30    | 0     | 4     | 45    | 10       | .248  | .314     | .460     | .774  |
| 2009      | MIN       | 90    | 367   | 333   | 42    | 75    | 16       | 1        | 15       | 138   | 48    | 0     | 0        | 0     | 3     | 29    | 1     | 2     | 56    | 6        | .225  | .289     | .414     | .703  |
| MLB：10年 | MLB：10年 | 888   | 3377  | 3101  | 392   | 787   | 159      | 5        | 140      | 1376  | 470   | 4     | 12       | 8     | 31    | 199   | 6     | 38    | 459   | 69       | .254  | .304     | .444     | .748  |

### 表彰
- シルバースラッガー賞（三塁手部門）：1回（2006年）

### 背番号
- 24（2000年 - 2009年）

### 記録
- MLBオールスターゲーム選出：1回（2008年）